# Simeon Toribio
Simeon Galvez Toribio, född 3 september 1905 i Bohol, död 5 juni 1969, var en filippinsk friidrottare.
Toribio blev olympisk bronsmedaljör i höjdhopp vid sommarspelen 1932 i Los Angeles.